# Eclissi solare del 12 settembre 2072
L'Eclissi solare del 12 settembre 2072, di tipo totale, è un evento astronomico che avrà luogo il suddetto giorno con centralità attorno alle ore 08:59 UTC.
L'eclissi avrà un'ampiezza massima di 732 chilometri e una durata di 3 minuti e 13 secondi.

## Percorso e visibilità
La fase totale dell'eclissi sarà solo in Siberia, Russia. Le grandi città, in cui si vedrà la fase totale, includono Yakutsk, Neryungri, Mirny nella Repubblica di Sakha e Khatanga nel Krasnoyarsk Krai (anche Norilsk avrà il 98% di oscuramento solare). In parte, l'eclissi si vedrà principalmente in Europa (eccetto nel sud dell'Europa), principalmente in Asia e nella parte orientale della Groenlandia. 

## Eclissi correlate

### Eclissi solari 2069 - 2072
Questa eclissi è un membro di una serie semestrale. Un'eclissi in una serie semestrale di eclissi solari si ripete approssimativamente ogni 177 giorni e 4 ore (un semestre) in nodi alternati dell'orbita della Luna.

### Ciclo di Saros 155
L'evento è parte del ciclo 155 di Saros, che si ripete ogni 18 anni, 11 giorni (223 mesi sinodici) e contiene 71 eventi. La serie iniziò con un'eclissi solare parziale il 17 giugno 1928. Comprende eclissi totali dal 12 settembre 2072 al 30 agosto 2649. La serie ha anche 3 eclissi ibride dal 10 settembre 2667 al 3 ottobre 2703 e 20 eclissi anulari dal 13 ottobre 2721 all'8 maggio 3064.
La serie termina al membro 71 con un'eclissi parziale il 24 luglio 3190. Le eclissi totali più lunghe saranno il 26 ottobre 2144 e il 7 novembre 2162, a 4 minuti e 5 secondi.